# 가토 가즈야
가토 가즈야(일본어: 加藤 和也, 1952년 1월 17일 ~ )는 현재 시카고 대학교의 수학 교수이다. 가토는 정수론과 대수기하학에서 많은 업적을 남겼는데, 특히 블록-가토 추측을 세우면서 증명한 많은 중요한 결과들로 유명하다.

## 생애
1952년 1월 17일 와카야마현에서 태어났다.도쿄 대학 학부를 마쳤고, 같은 대학에서 1975년에 석사, 1980년에 박사학위를 받았다. 박사학위 지도교수는 이하라 야스타카(伊原 康隆)였다.
그 뒤 도쿄 대학과 도쿄 공업대학에 있다가 교토 대학 교수가 되었다. 2009년부터 현재까지 시카고 대학교 교수로 있다.

## 이력
- 1975년 - 도쿄 대학 학사
- 1977년 - 도쿄 대학 석사
- 1980년 - 도쿄 대학 박사
- 1982년 - 도쿄 대학 전임강사
- 1984년 - 도쿄 대학 조교수
- 1988년 - 고차원 유체론에 대한 업적으로, 일본 수학회의 봄 학술상 수상
- 1990년 - 도쿄 대학 정교수
- 1992년 - 도쿄 공업대학으로 옮김
- 1995년 - 대수다양체에 대한 p진수적 접근방식에 대한 업적으로 이노우에 상 수상
- 1997년 - 도쿄 대학으로 다시 돌아감
- 2001년 - 교토 대학으로 옮김
- 2002년 - 정수론에 대한 업적으로, 아사히 신문 상 수상
- 2005년 - 정수론과 수리기하학에 대한 업적으로 일분 가쿠신 상 수상
- 2009년 - 시카고 대학교로 옮김